# Oxygénothérapie normobare

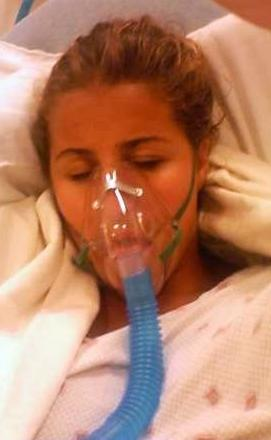
Réanimation d’une patiente à l’aide d’un masque à oxygène.

L’oxygénothérapie est le fait d'apporter un supplément de dioxygène (appelé couramment « oxygène ») à un patient. On la dit « normobare » par opposition à l'oxygénation hyperbare qui se pratique en caisson hyperbare.
Le dioxygène est le comburant, dont la proportion dans l’air ambiant est d’environ 21 %, qui permet de libérer l'énergie contenue dans les nutriments, via la respiration cellulaire. Il est normalement extrait de l'air par les poumons lors de la ventilation, puis est transporté dans le corps par le sang (fixé par l'hémoglobine contenue dans les globules rouges ou hématies) pour être distribué aux organes.
Lorsqu'une personne souffre de certaines affections, il peut être utile ou nécessaire de lui apporter un complément de dioxygène.

## Sources
Dans les établissements de soins, le dioxygène est souvent disponible par une prise murale reliée soit à une réserve de dioxygène, soit à un système de concentrateur de dioxygène en partant de l'air ambiant.
Chez le particulier, selon la prescription médicale, plusieurs modalités existent pour délivrer de l'oxygène au patient.
- Les bouteilles d'oxygène permettent de stocker l'oxygène à l'état gazeux, maintenant sous pression à 200 bars. Les bouteilles d'une contenance d'1 m3 et de 3 m3 sont principalement utilisées comme source de secours, en cas de défaillance de la source principale du patient. Les plus petites bouteilles, contenant 0,4 m3 d'oxygène, sont, quant à elles, plutôt utilisées pour permettre au patient de déambuler. Cette source permet de fournir un débit jusqu'à 15 L/min.
- Les concentrateurs d'oxygène sont des dispositifs médicaux capables de séparer et de concentrer l'oxygène aspiré dans l'air ambiant. L'azote, gaz majoritaire dans l'air que l'on respire, est adsorbé à travers un tamis moléculaire constitué de zéolithe. L'appareil délivre ainsi un air enrichi à plus de 90% d'oxygène. Les concentrateurs standards fournissent un débit allant jusqu'à 5 L/min. Les concentrateurs haut débit permettent d'atteindre 9 à 10 L/min. Il existe également des concentrateurs transportables (jusqu'à 3 L/min en continu) et portables qui fournissent de l'oxygène à la demande, lors de l'inspiration du patient.
- L'oxygène peut également être maintenu à l'état liquide à −183 °C, stocké dans des réservoirs à double paroi. Le réservoir fixe d'une contenance de 30 à 40 litres peut être associé à un réservoir portable que le patient peut remplir lui même à partir de sa source principale.

## Mode d'administration
Suivant l'état du patient (conscience, besoin en oxygène…), le dioxygène peut être administrée en ventilation spontanée, en ventilation non invasive ou en ventilation assistée. Dans le premier cas, la prescription se fait en litres par minute. Dans les deux derniers cas, elle se fait en fraction inspirée en oxygène, appelée couramment « FiO2 ». 

### Oxygénothérapie à bas débit
Consiste à ajouter une certaine quantité de dioxygène à l'air ambiant que le patient respire. Elle peut se réaliser au moyen :
- d'une canule nasale (aussi appelée lunette nasale), à utiliser si le débit nécessaire est inférieur à 6 L/min[2]  ;
- d'un masque simple, muni de deux valves, s'obstruant à l'inspiration et s'ouvrant à l'expiration ;
- d'un masque sans réinspiration avec une seule valve. Il s'agit en pratique d'un masque simple auquel a été ajouté un réservoir souple. La valve permet d'inspirer le gaz situé dans le sac mais empêche l'expiration dans ce dernier. Il permet une FiO2 comprise entre 60 et 90 % et le débit de dioxygène doit être réglé entre 10 et 15 L/min [2];
- d'une tente faciale ;
- d'une machine de ventilation non invasive ou contrôlée (ventilateur artificiel).

La quantité de dioxygène respiré peut être cependant faussée si le dispositif est mal mis, ou en cas de respiration buccale avec des lunettes nasales.

### Oxygénothérapie à haut débit
Consiste à fournir au patient un débit d'air avec une concentration augmentée en dioxygène (de 21 à 100 %), suffisant pour couvrir entièrement sa ventilation par minute, autrement dit, pour qu'il ne respire pas d'air ambiant. 
Les principaux dispositifs utilisés à cette fin sont :
- un masque sans réinspiration avec ses valves ;
- un masque avec bague de Venturi ;
- un dispositif à haute humidité avec bague de Venturi ;
- un « optiflow », système comprenant un humidificateur avec contrôle de température permettant la délivrance d'un débit pouvant atteindre 60 L/min et permet de réaliser une pression respiratoire positive, appelé communément « PEEP »[3] ;
- une croupette et cagoule pédiatrique ;
- un ventilateur artificiel.

## Risques reliés à l'oxygénothérapie

### Dangers physiques
Le personnel administrant du dioxygène doit le manipuler en gardant à l'esprit que :
- le dioxygène étant un puissant comburant, il faut le tenir loin de toute source de chaleur, flamme, étincelles, etc. Le patient ne doit naturellement pas fumer ;
- toute bonbonne de gaz sous pression dont la « tête » subirait un violent choc risque de se transformer en un dangereux projectile. Il est donc impératif que les cylindres (ou obus) d'oxygène soient en tout temps attachés à un mur ou à un support adéquat ou couchés en position stable, la tête ne pointant vers personne ;
- le dioxygène pur ne doit jamais être mis en contact avec un corps gras car il y aurait risque d'explosion.

### Aérosolisation de germes
L'administration de dioxygène à haut débit comporte un risque théorique d'aérosolisation de germes, comme celui du COVID-19. Ce risque ne semble pas augmenté par les systèmes à haut débit par rapport au masque classique.

### Effets secondaires de l'oxygénothérapie
Face au risque d'hypercapnie et de carbonarcose notamment, une fraction inspirée de dioxygène trop élevée est potentiellement nocive pour les patients atteints de bronchopneumopathie chronique obstructive,.
Par ailleurs, l'oxygène est un vasoconstricteur et, par définition, un oxydant, producteur de radicaux libres éventuellement cytotoxiques. Une étude des paramedics de Melbourne sur des victimes d'infarctus du myocarde a montré que l'administration d'oxygène augmentait de 25 % le taux de créatine kinase et de troponine, des enzymes associées à la souffrance du muscle cardiaque, et augmentait de 30 % l'extension de l'infarctus,.

## Législation française sur l'oxygène médical
En France, depuis juin 1997, le dioxygène médical a le statut de médicament lorsqu'il est émis à partir d'un réservoir d'oxygène liquide ou gazeux : l'organisme qui le fabrique doit avoir le statut de laboratoire pharmaceutique et il doit déposer une autorisation de mise sur le marché (AMM) comprenant, entre autres, la description de l'emballage (en l'occurrence la bouteille, ou cuve d'oxygène liquide).
Ce statut n'a, en pratique, qu'une seule conséquence pour les secouristes : il n'est pas possible de faire remplir une bouteille auprès d'un fournisseur (cela serait assimilé à de la vente fractionnée, interdite en France, et à de l'exercice illégal de la pharmacie). La bouteille doit donc être louée (c'est par ailleurs la seule garantie qu'a le fournisseur que l'emballage soit conforme à l'AMM).
En revanche, il peut s'acquérir sans ordonnance (il n'est inscrit sur aucune liste restrictive).

## Indications dans le cadre de l'urgence
La British Thoracic Society a publié en 2008 des recommandations sur l'usage de l'oxygénothérapie dans le cadre de l'urgence. L'utilisation de ce type de traitement reste essentiellement empirique et le niveau de preuve est souvent faible.
Elle doit être idéalement guidée par la mesure de la saturation en dioxygène par oxymétrie colorimétrique, simple capteur disposé au niveau de la pulpe d'un doigt. Il n'existe pas d'indication à une « sur-oxygénation » chez un patient avec une saturation normale, à l'exception notable d'une intoxication au monoxyde de carbone, puisque la mesure de la saturation est faussée.

### Cas des secouristes en France
Pour les secouristes français, la doctrine de 1991 à 2014 était d'utiliser largement l'oxygénothérapie. En 1991, les Fiches pédagogiques et techniques FPSE indiquaient :
«  Il faut donc administrer de l’oxygène en cas de :
- arrêt cardioventilatoire ;
- détresse ventilatoire (noyade, accident de plongée, intoxication au monoxyde de carbone suspectée ou avérée…),

mais aussi dans certaines circonstances, par exemple :
- malaise avec douleur thoracique ;
- hémorragie importante

et chaque fois qu’un médecin en aura déterminé la nécessité.
[…]
L’administration d’oxygène est très souvent utile chez une victime ; quelquefois, elle est indispensable à la survie.
En dehors de certains cas qui sortent du domaine de l’urgence, l’administration d’oxygène bien conduite pour un temps limité (quelques heures), ne peut pas être nocive. Il convient donc d’administrer de l’oxygène à toute victime en détresse chaque fois que cela est techniquement possible.
L’effet dit « paradoxal » de l’oxygène ne doit pas faire l’objet d’un enseignement, car son danger est très largement surestimé : il ne concerne que la survenue exceptionnelle d’un arrêt ventilatoire chez un ancien et grave insuffisant respiratoire ; par contre, quand un malade de ce type est en détresse respiratoire, l’insufflation d’oxygène pur est indispensable. »
En 2007, le Référentiel national PSE1 indiquait :
« L’oxygène s’administre systématiquement chez une victime qui présente une détresse vitale et dans les autres cas sur indication médicale.

L’oxygène est un gaz qui peut aussi être utilisé sur indication et en présence d’un médecin pour alimenter un appareil respiratoire automatique ou pour servir de vecteur aux médicaments inhalés par nébulisation.
[…]

En dehors de certains cas qui sortent du domaine de l’urgence, l’administration d’oxygène bien conduite ne peut être nocive à la victime. C’est pourquoi en situation de détresse, l’oxygène est administré largement. »
En 2014, les textes introduisent le recours à la mesure de la saturation dans le cas de l'inhalation, et recommandent de maintenir une saturation entre 94 et 98 % :
« L’administration d’oxygène par insufflation doit être réalisée lorsque le secouriste effectue une ventilation artificielle par insufflateur manuel et qu’il dispose d’une source d’oxygène.

[…]
Bien qu’il n’existe aucun accident décrit de l’usage des DAE avec des électrodes adhésives et l’oxygène administré à la victime, il est toutefois recommandé de maintenir à environ un mètre de la victime tout dispositif d’administration d’oxygène (masque d’inhalation ou insufflateur manuel alimenté en oxygène).
[…]
L’inhalation d’oxygène est un enrichissement en oxygène de l’air inspiré par une victime. L’inhalation d’oxygène est nécessaire chez toute victime présentant une détresse avec fréquence respiratoire est supérieure à six mouvements par minute et dont la mesure de la saturation pulsatile en oxygène indique une valeur inférieure 94 %.
En l’absence de possibilité de mesure de la SpO2, l’inhalation d’oxygène est systématique, si la victime présente une détresse vitale évidente ou sur indication médicale.
[…]
L’administration d’oxygène peut provoquer une hyperoxie. Pour l’éviter, son administration par inhalation est arrêtée dès que la mesure de la saturation pulsatile en oxygène est supérieure ou égale à 98 % ou sur indication du médecin régulateur.
[…]

Un enrichissement en oxygène de l’air inspiré par la victime doit entraîner un accroissement de la saturation pulsatile en oxygène et la maintenir dans les limites définies précédemment. »
Par ailleurs, le même document indique que l'administration d'oxygène est systématique dans les cas d'accident de plongée et de noyade.
Par ailleurs, le débit recommandé a lui aussi varié. De 1977 à 1991 lors de la formation à la mention Ranimation du Brevet national de secourisme, on recommandait, pour l'inhalation comme pour l'insufflation, un débit de[réf. nécessaire] :
- 3 L/min sur un nourrisson (enfant de moins de 1 an) ;
- 6 L/min sur un enfant (entre 1 et 15 ans) ;
- 9 L/min sur un adulte (individu de 15 ans et plus).

En 1991, pour la formation au CFAPSE, les débits deviennent :
- 3 L/min chez le petit enfant ;
- 15 L/min chez l'adulte.

En 2007, pour le PSE1, on revient aux 3/6/9 pour les nourrissons/enfants/adultes en inhalation, mais pour les insufflations :
- 3 L/min sur un nourrisson (enfant de moins de 1 an) ;
- 8 ou 9 L/min sur un enfant (entre 1 an et la puberté) ;
- 15 L/min sur un adulte (individu de 15 ans et plus).

En 2014, le débit revient à 3/6/9 à l'inhalation comme à l'insufflation.